# Natação nos Jogos Pan-Americanos de 2003 - 1500 m livre masculino
O evento dos 1500 m livre masculino nos Jogos Pan-Americanos de 2003 foi realizado em 17 de agosto de 2003. 
Ricardo Monasterio venceu a prova, quebrando uma sequência de doze títulos norte-americanos consecutivos. Antes dele, apenas um outro não americano venceu a prova, o brasileiro Tetsuo Okamoto, na primeira edição dos jogos em 1951.

## Medalhistas
| Ouro   | VEN Ricardo Monasterio |
| Prata  | USA Fran Crippen       |
| Bronze | USA Chris Thompson     |

## Recordes
| Recorde mundial       | Grant Hackett (AUS)  | 14:34.56 | 29 de julho de 2001 | Fukuoka       |
| Recorde pan-americano | Carlton Bruner (USA) | 15:13.90 | 17 de março de 1995 | Mar del Plata |

## Resultados
| Posição | Nadador                  | Tempo    |
| ------- | ------------------------ | -------- |
| 1       | Ricardo Monasterio (VEN) | 15:16.98 |
| 2       | Fran Crippen (USA)       | 15:19.63 |
| 3       | Chris Thompson (USA)     | 15:19.64 |
| 4       | Luiz Lima (BRA)          | 15:41.41 |
| 5       | Andres Jiménez (MEX)     | 15:52.40 |
| 6       | Bruno Bonfim (BRA)       | 15:54.84 |
| 7       | Leonardo Salinas (MEX)   | 16:00.99 |
| 8       | Giancarlo Zolezzi (CHI)  | 16:05.59 |